# Thyrsocera punctata
Thyrsocera punctata är en kackerlacksart som beskrevs av Karlis Princis 1966. Thyrsocera punctata ingår i släktet Thyrsocera och familjen storkackerlackor. Inga underarter finns listade i Catalogue of Life.